# Nueces River
Nueces er en flod som løber nord-syd i den sydvestlige del af Texas i USA. Den løber ud i den Mexicanske Golf 100 km nord for grænsen til Mexico, og nord for Corpus Christi. Den er totalt over 507 km fra nord til syd, og har et afvandingsområde på 435.820 km². Vest for dette flodsystem ligger grænsefloden Rio Grande. Nueces har flere bifloder og er delvis udbygget med vandkraftproduktion.
Da Republikken Texas frigjorde sig fra Mexico i 1836, opstod der en konflikt over om det var denne flod eller Rio Grande som skulle være grænsen mellem Mexico og den nye republik. Da Texas blev indlemmet som delstat i USA i 1845, førte grænsestriden til den Mexicansk-amerikanske krig i årene 1846 til 1848.